# Santa-Barbara-Singammer
Die Santa-Barbara-Singammer (Melospiza melodia graminea) ist eine ausgestorbene Unterart der Singammer, die auf Santa Barbara Island in den kalifornischen Kanalinseln endemisch war.

## Beschreibung
Die Santa-Barbara-Singammer erreichte eine Länge von 14,0 bis 15,5 cm. Die Flügellänge betrug 57,2 bis 63,5 mm und die Schnabellänge 10,2 bis 11,7 mm. Die Oberseite war bräunlichgrau. Die Unterseite war schwarz und weiß gestrichelt. An der Brust war ein schwarzer Flecken zu erkennen. 

## Lebensraum
Santa Barbara Island liegt 61 km südlich von der kalifornischen Küste entfernt und hat eine Fläche von 2,6 km². Es gibt kein beständiges Süßwasser auf der Insel. Die jährliche Niederschlagsmenge beträgt 30,5 cm, aber Nebel sind häufig. Bis in die 1950er-Jahre waren dickes, hochwachsendes Gras und die zu den Mädchenaugen zählende Art Coreopsis gigantea auf der Insel dominierend. Die Singammern hielten sich dort auf, wo das Dickicht den besten Schutz bot.

## Lebensweise
Die Santa-Barbara-Singammer war ein strengterritorialer Vogel. Über die Nahrungssuche ist nichts bekannt geworden, aber es wird angenommen, dass sich die Santa-Barbara-Singammer, ähnlich der anderen Unterarten, von Samen und Insekten ernährte. Die Nester wurden in den spärlichen Büschen errichtet, die in den Schluchten und auf den Hängen wuchsen. Die Platzierung des Nests war auf querwachsenden Zweigen. Die Auskleidung bestand aus gelblichen Gräsern, die mit den langen braunen Grasstängeln kontrastierten, aus denen die Neststruktur bestand. Brütende Eltern und ausgewachsene Jungvögel sind im Mai und im Juni beobachtet worden. Es sind Gelege von zwei bis fünf Eiern bekannt geworden. Die Eier hatten eine Länge von 15,5 bis 19,8 mm und einen Durchmesser von 14,5 bis 16,3 mm.

## Aussterben
Im frühen 20. Jahrhundert wurde die Graslandschaft auf Santa Barbara Island infolge der landwirtschaftlichen Nutzung sowie durch die Überweidung durch Hausziegen und Kaninchen stark verändert. Während die Santa-Barbara-Singammer um das Jahr 1908 noch als häufig beschrieben wurde, nahm der Bestand im Verlauf der folgenden Jahrzehnte immer stärker ab, was vermutlich auch durch die Nachstellung durch verwilderte Hauskatzen verstärkt wurde. 1959 wurde der Lebensraum der Singammern bei einem Brand fast vollständig zerstört. Das Feuer war so intensiv, dass zwei Drittel der Insel bis auf den Mineralboden kahl waren. Die letzte bestätigte Sichtung dieser Unterart war im August 1967. 1973 wurde das Taxon nach den Statuten des Endangered Species Act in die Liste der gefährdeten Vogeltaxa aufgenommen. Nachdem intensive Suchaktionen im Jahre 1972 und zwischen 1974 und 1978 fehlschlugen, wurde die Santa-Barbara-Singammer 1983 vom United States Fish and Wildlife Service für ausgestorben erklärt.